# Flor de Caña
Flor de Caña (span. für Blüte des Zuckerrohrs) ist ein Rum aus Nicaragua. Seit 1890 wird dieser Rum in Chichigalpa aus Rohrzucker gewonnen und auf dem Binnen- wie Weltmarkt vertrieben.
Von der Compañia Licorera de Nicaragua werden acht Produkte angeboten, die sich vor allem in der Reifezeit unterscheiden. Die preisgünstigsten sind vier Jahre lang gereifte Destillate. Darunter fallen: 4 year límon, 4 year extra lite, 4 year extra dry sowie 4 year Gold. Unter der Etiqueta negra („Schwarzes Etikett“) wird ein fünf Jahre gereiftes Produkt verkauft und die sieben Jahre alten Gran reserva sind Destillate, die auch als im Volksmund getaufte „Pata de Elefante“ („Elefantenfuß“) verkauft werden, Flaschen mit einer Füllmenge von zweieinhalb Litern. Wesentlich teurer sind die 12 Jahre gereiften „Centenarios“ und der Centenario 21, der 15 Jahre gereift ist, bevor er in eine Keramikflasche gefüllt wird. Dieser wird nur noch übertroffen vom „Centenario Gold“ der 18 Jahre Reifung aufweisen kann.

## Kritik
Einige Verbraucherverbände Nicaraguas haben zu einem Warenboykott gegen das Unternehmen aufgerufen. Da viele ehemalige Plantagenarbeiter der Firma an chronischer Niereninsuffizienz leiden und tausende bereits gestorben sind, fordern sie Entschädigungszahlungen für die Betroffenen und deren Angehörigen. Die Krankheit sei auf den intensiven Einsatz von Pestiziden zurückzuführen. Die Unternehmensgruppe hat zwar nach den ersten Klagen ihre Arbeiter von den Plantagen in die Stadt umgesiedelt, einen Zusammenhang zwischen Pestizideinsatz und den Erkrankungen bestreiten sie jedoch. Ein von der Firma bei der Universität Boston in Auftrag gegebenes Gutachten darüber, konnte nur geringe Anzeichen ("limited evidence") für einen Zusammenhang nachweisen.
Laut der Webseite latinomedia.de veröffentlichte das Gesundheitszentrum von Chichigalpa eine Jahresstatistik in der 6081 Fälle von chronischer Niereninsuffizienz aufgeführt waren. Laut dem Journalisten Cecibel Romero dort, haben 317 ehemalige Arbeiter der Pellas-Gruppe die „Nicaraguanische Vereinigung der Opfer chronischer Niereninsuffizienz“ (ANAIRC) gegründet und klagten gegen ihren Arbeitgeber. Es soll laut ANAIRC bislang mindestens 3.700 Tote und rund 8.000 von der Krankheit Betroffene geben.
Das nicaraguanische Institut für Stadtentwicklung soll in einer Studie festgestellt haben, dass Chichigalpa über „die produktivsten Böden des Landes“ verfügt. Allerdings seien Grund- und Oberflächenwasser mit Nitrat und dem Pestizid Toxaphen verseucht, „ein Ergebnis des massiven Einsatzes von Chemie in der dortigen Landwirtschaftsindustrie“.